# Rhea
|  | No s'ha de confondre amb Rea o Raïformes. |

Rhea és un gènere que inclou dos o tres espècies de nyandús vius i una espècie extinta: Rhea nana, tot i que d'aquesta última no se'n podria assegurar la seva presència en aquest gènere.

## Morfologia
Els animals d'aquest gènere són grossos, que comparteixen amb la resta d'estrucioniformes la característica de no-voladors i que tenen el coll i les cames llargs; similars als estruços. Poden mesurar fins a 1,70 m i pesar més de 40 kg. Les seves ales són llargues per ser un no-volador, les quals estén quan corre usant-les com si fossin veles de vaixell. A diferència de la majoria d'ocells, disposa de tres dits a cada peu.

## Taxonomia
Segons Howard and Moore, hi ha dues espècies de nyandús que formen la família dels reids (Rheidae), única de l'ordre dels reïformes (Rheiformes). Altres autors inclouen la família rheidae a l'Ordre Struthioniformes, juntament amb estruços i kiwis.

Aquestes dues espècies vives de nyandús, pertanyen a un únic gènere (Rhea) segons uns autors, mentre que altres han considerat un segon gènere: Pterocnemia Gray, 1871.
Ha hagut controvèrsia sobre el nombre d'espècies. Actualment el Congrés Ornitològic Internacional, versió 13.1, 2023 dues espècies vives:
- Rhea americana – nyandú comú.
- Rhea pennata – nyandú menut.

Fins fa poc alguns autors consideraven que la segona d'elles són en realitat dues espècies de ple dret::
- Rhea pennata (sensu stricto) – nyandú de la Patagònia.
- Rhea tarapacensis – nyandú de la puna.

## Comportament

### Alimentació
Són omnívors i principalment prefereixen branquillons amb algunes fulles, però també mengen llavors, arrels, fruita, llangardaixos, escarabats, i carronya.

### Reproducció
Són polígams; els mascles s'aparellen entre dues i dotze femelles. Després d'aparellar-se, el mascle construeix un niu, en el qual cada dona pon els seus ous a canvi. El niu consta d'una raspadura simple en la terra, omplerta per herba i fulles. El mascle incuba de deu a seixanta ous. Utilitzen un sistema de cimbell i ponen alguns ous a fora del niu i els sacrifiquen a predadors, de manera que no n'intentin aconseguir cap de dins del niu. El mascle pot utilitzar un altre mascle subordinat per incubar els seus ous, mentre comença un segon niu amb una altra de les seves femelles. Els pollets surten dintre de 36 hores els uns dels altres. Les femelles, mentrestant, poden continuar i aparellar-se amb uns altres mascles. Mentre, es preocupa per als joves; els mascles els defensaran de qualsevol amenaça percebuda que s'acosti als pollets, incloent-hi femelles i humans. Al cap de sis mesos, el pollet ja és adult, però fins als dos anys no pot criar